# آرثر إف. رايت
آرثر إف. رايت (بالإنجليزية: Arthur F. Wright)‏ هو مؤرخ أمريكي، ولد في 3 ديسمبر 1913 في بورتلاند في الولايات المتحدة، وتوفي في 11 أغسطس 1976 في نيو لندن في الولايات المتحدة.